# Lepidotes
Lepidotes es un género extinto de actinopterigios semionótidos, que usualmente se ha considerado como un género que abarcaba muchas especies del orden de los Lepisosteiformes del Mesozoico, aunque revisiones más recientes lo han restringido al período Jurásico (Toarciano) y cuyos fósiles hallados en Francia, Inglaterra y Alemania. Otras especies se han reclasificado en los géneros Scheenstia y Callipurbeckia. Fue un neopterigio primitivo, más avanzado que los actinopterigios primitivos anteriores.

## Descripción
El Lepidotes alcanzaba una longitud máxima de hasta 30 centímetros. Tenía un cuerpo más avanzado que los primitivos condrósteos, más alto, más grande, una vejiga natatoria y mandíbulas más cortas, pero con mordida más grande. Sin embargo, sus escamas eran similares a las de los condrósteos: eran escamas esmaltadas que parecían filas de tejas. Habitantes tanto de mares poco profundos como de cuerpos de agua dulce, poseían fuertes dientes con los que molían y desmenuzaban bivalvos.
Lepidotes fue uno de los primeros peces en los cuales los huesos superiores de la mandíbula no estaban sujetos al yugal. Esto permitía a las mandíbulas estrecharse en un 'tubo' de manera que el pez podía succionar sus presas desde una mayor distancia que en otras especies anteriores. Este sistema es aún visto en algunos peces modernos, como las carpas.